# HD 106922
HD 106922，又名CD-35 7842，SAO 203319、HR 4675，是一颗恒星，视星等为6.15，位于銀經295.36，銀緯26.28，其B1900.0坐标为赤經12h 12m 33.8s，赤緯-35° 26.28′ 17″。